# Jarretière Colt
Pour plus de détails, voir Fiche technique et Distribution.
Jarretière Colt (Giarrettiera Colt) est un film italien réalisé par Gian Andrea Rocco et sorti en 1968.
C'est un des rares westerns spaghettis avec un protagoniste féminin, interprété par Nicoletta Machiavelli.

## Synopsis
Jean et Roger sont deux soldats français au service de l'empereur Maximilien ; ils échappent aux révolutionnaires du général, fidèles à Benito Juarez, et passent en territoire américain en traversant la frontière avec le Texas. En demandant leur chemin, ils finissent par monter dans une diligence sur laquelle voyage également Lulù, une aventurière française experte dans le maniement des cartes et des armes à feu. La diligence tombe dans une embuscade tendue par une bande menée par un homme qui se fait appeler Le Rouge. Roger se fait tuer tandis que Jean est sauvé in extremis par Lulù qui met les assaillants en fuite. Jean prend le temps d'enterrer son compagnon, puis ils continuent vers la prochaine ville. Arrivée là, Lulù s'installe dans un hôtel où elle gagne sa vie grâce à son habileté au poker.
Pendant ce temps, Le Rouge organise un trafic pour ravitailler les révolutionnaires en armes. Les livraisons se font grâce à un Français déguisé en Mexicain, Carlos, qui est en fait un ennemi du Rouge infiltré sous couverture dans sa bande pour l'espionner. Lulù tombe bientôt amoureuse de Carlos. Mais Le Rouge se méfie et parvient à démasquer Carlos. Il l'assassine aussitôt. Quand Lulù apprend la nouvelle, elle décide de poursuivre Le Rouge pour se venger...

## Fiche technique
Sauf indication contraire, les informations mentionnées dans cette section peuvent être confirmées par la base de données cinématographiques IMDb,  présente dans la section « Liens externes ».
- Titre français : Jarretière Colt[2]
- Titre original italien : Giarrettiera Colt[3]
- Réalisation : Gian Andrea Rocco
- Scénario : Giovanni Gigliozzi (it), Brunello Maffei, Vittorio Pescatori, Gian Andrea Rocco
- Supervision du scénario : Maria Virginia Onorato
- Photographie : Gino Santini
- Montage : Mario Salvatore
- Musique : Giovanni Fusco, Gian Franco Plenizio
- Décors : Alessandro Manetti
- Costumes : Piero Gherardi (costumes pour Nicoletta Machiavelli), Rosalba Menichelli
- Trucages : Eligio Trani
- Production : Gian Maria Leoncini
- Société de production : Columbus Cinematografica
- Pays de production :  Italie
- Langue originale : italien
- Format : Couleur par Eastmancolor - 35 mm
- Durée : 102 minutes (1 h 42[3])
- Genre : Western spaghetti
- Dates de sortie :
  - Italie : 19 mai 1968
  - France : 18 décembre 1974

## Distribution
- Nicoletta Machiavelli : Lulù
- Yorgo Voyagis : Carlos
- Claudio Volonté (crédité Claudio Camaso) : "Le Rouge" (VO : "Il Rosso")
- Marisa Solinas : Rosy
- Gaspare Zola : Jean
- Giovanni Ivan Scratuglia : Roger
- Walt Barnes (en) : Droga, le général mexicain
- James Martin : le shérif
- Elvira Cortese (it) : Elvira
- Franco Bucceri : le docteur
- Silvana Bacci : la fille avec "Le Rouge"
- Arnaldo Fabrizio (crédité Fabrizio Arnaldo) : le nain avec Lulù
- Franco Scala : un acolyte de Droga
- Brunello Maffei
- Isabella Guidotti
- Alberto Hammermann

## Production
Le film est tourné dans le vieux hameau de San Salvatore di Sinis (it) dans la commune de Cabras, province d'Oristano, en Sardaigne. Le film a eu une sortie très limitée en Italie.